# إلمر إيفان أبلغيت
إلمر إيفان أبلغيت (بالإنجليزية: Elmer Ivan Applegate)‏ هو عالم نبات أمريكي، ولد في 31 مارس 1867 في آشلاند في الولايات المتحدة، وتوفي في 16 نوفمبر 1949 في كلاماث فالز في الولايات المتحدة.